# Sur Perú
SUR Perú es un canal de televisión por suscripción estadounidense, perteneciente a la familia de Héctor Delgado Parker. Emite programación importada de los canales de televisión abierta en Perú como América Televisión, Latina Televisión, ATV y TV Perú.
SUR Perú fue estrenado en junio de 2005 como el segundo canal de SUR, LLC. Este canal estuvo disponible inicialmente en el paquete local de DirecTV.